# Llista d'episodis de Waterloo Road
La sèrie anglesa Waterloo Road consta de sis temporades d'entre 8 i 20 capítols cadascuna. Al Regne Unit, la primera temporada va començar el 9 de març i va acabar el 27 d'abril del 2006. La segona temporada va emetres durant el 14 de gener i el 22 d'abril de 2007. Pel que fa a la tercera començà el 7 d'octubre i acabà el 13 de març de 2008. La quarta temporada va iniciar-se el 7 de gener i va finalitzar el 20 de maig de 2009. La cinquena temporada va començar el 25 d'octubre de 2009 i va acabar el 15 de juliol del 2010. La sisena temporada s'està emetent des de l'1 de setembre de 2010 i es preveu que acabi a principis de 2011. A més a més, s'ha confirmat una setena temporada de cara el 2011.
A Catalunya, la sèrie va ser una de les noves apostes del canal juvenil 3XL. S'emet des del 23 de setembre i cada dimecres s'estrena un capítol.

## Temporades
| Temporada | Temporada | Episodis | Duració al Regne Unit                       | Duració a Catalunya                           | Duració a Catalunya |
| --------- | --------- | -------- | ------------------------------------------- | --------------------------------------------- | ------------------- |
|           | 1         | 8        | 9 de març de 2006 - 27 d'abril de 2006      | 23 de setembre de 2010 - 15 d'octubre de 2010 |                     |
|           | 2         | 12       | 14 de gener de 2007 - 22 d'abril de 2007    | 21 d'octubre de 2010 - 23 de desembre de 2010 |                     |
|           | 3         | 20       | 7 d'octubre de 2007 - 13 de març de 2008    | 13 de gener de 2011 - 1 de juny de 2011       |                     |
|           | 4         | 20       | 7 de gener de 2009 - 20 de maig de 2009     | 20 de febrer de 2012 - 26 de març de 2012     |                     |
|           | 5         | 20       | 25 d'octubre de 2009 - 15 de juliol de 2010 | ? de gener de 2014 - ?                        |                     |
|           | 6         | 20       | 1 de setembre de 2010 - 6 d'abril de 2011   | ? - ?                                         |                     |
|           | 7         | 10       | 2011                                        | ? - ?                                         |                     |

## Llista d'episodis

### Primera temporada
| # | #              | Guionistes                   | Directors          | Data d'estrena al Regne Unit | Data d'estrena a Catalunya |  |
| 1 | Capítol U      | Ann McManus Maureen Chadwick | Barnaby Southcombe | 9 de març de 2006            | 23 de setembre de 2010     |  |
| Aquesta sèrie britànica de la BBC té com a escenari un institut, el Waterloo Road Comprehensive. Però aquest centre escolar té molts problemes i s'enfronta amb una amenaça de tancament per la falta d'alumnes i per la mala fama que té. A més, els professors, molt desanimats, han renunciat a lluitar, molt ocupats amb els seus problemes personals i amb el malson que suposa el dia a dia a la seva feina. Relacions intergeneracionals entre professors i alumnes que fan saltar espurnes. |                |                              |                    |                              |                            |  |
| |                |                              |                    |                              |                            |  |
| 2 | Capítol Dos    | Ann McManus Maureen Chadwick | Barnaby Southcombe | 16 de març de 2006           | 24 de setembre de 2010     |  |
| Quan es pensa en un institut sempre venen al cap adolescents hormonats més a prop del vandalisme que dels estudis, El que hom no sabia és que potser els professors són encara pitjors. |                |                              |                    |                              |                            |  |
| |                |                              |                    |                              |                            |  |
| 3 | Capítol Tres   | Ann McManus Maureen Chadwick | Julie Edwards      | 23 de març de 2006           | 30 de setembre de 2010     |  |
| Quan es troben dues generacions en un mateix edifici, el mateix fet pot ser un problema per uns i una benedicció per d'altres. |                |                              |                    |                              |                            |  |
| |                |                              |                    |                              |                            |  |
| 4 | Capítol Quatre | Ann McManus Maureen Chadwick | Julie Edwards      | 30 de març de 2006           | 1 d'octubre de 2010        |  |
| Cocaïna a l'institut a ritme dels Libertines. I això que els problemes no han fet més que començar... |                |                              |                    |                              |                            |  |
| |                |                              |                    |                              |                            |  |
| 5 | Capítol Cinc   | Steve Griffiths              | Ian Bevitt         | 6 d'abril de 2006            | 7 d'octubre de 2010        |  |
| Una bola a l'estómac, plors, sentiments a flor de pell. Quan es trenca una relació només venen sentiments de tristesa. Toca aixecar-se i tirar endavant, malgrat que faci mal l'esquena de dormir al sofà. |                |                              |                    |                              |                            |  |
| |                |                              |                    |                              |                            |  |
| 6 | Capítol Sis    | Harry Wootliff               | Ian Bevitt         | 13 d'abril de 2006           | 8 d'octubre de 2010        |  |
| Un inspector d'educació arriba per donar males notícies sobre el futur de l'escola. En Tom i l'Izzie lluiten per descobrir uns sentiments que només afloren quan es troben sols. |                |                              |                    |                              |                            |  |
| |                |                              |                    |                              |                            |  |
| 7 | Capítol Set    | Shaun Duggan                 | Jim Loach          | 20 d'abril de 2006           | 14 d'octubre de 2010       |  |
| Les jornades de portes obertes als instituts poden ser perilloses. Normalment s'ensenya tot lo bo que poden oferir als possibles nous alumnes... però a vegades també pot sortir el que és dolent. |                |                              |                    |                              |                            |  |
| |                |                              |                    |                              |                            |  |
| 8 | Capítol Vuit   | Ann McManus Maureen Chadwick | Jim Loach          | 27 d'abril de 2006           | 15 d'octubre de 2010       |  |
| Ens trobem davant del final del camí de Waterloo Road? Descobrirem si el tanquen o bé si ens deixen veure una segona temporada amb aquest institut com a protagonista. |                |                              |                    |                              |                            |  |
| |                |                              |                    |                              |                            |  |

### Segona temporada
| # | #              | Guionistes                   | Directors           | Data d'estrena al Regne Unit | Data d'estrena a Catalunya |  |
| 9 | Capítol U      | Ann McManus Maureen Chadwick | Barnaby Southcombe  | 14 de gener de 2007          | 21 d'octubre de 2010       |  |
| Comença la segona temporada de Waterloo Road. L'institut s'ha salvat, però això no canvia les vides dels seus protagonistes. |                |                              |                     |                              |                            |  |
| |                |                              |                     |                              |                            |  |
| 10 | Capítol Dos    | Ann McManus Maureen Chadwick | Barnaby Southcombe  | 21 de gener de 2007          | 22 d'octubre de 2010       |  |
| La comunitat local no està a favor de l'institut i això portarà més d'un mal de cap a la direcció. A més, en Tom s'adona que només amb mesures extraordinàries podrà controlar la Lorna. |                |                              |                     |                              |                            |  |
| |                |                              |                     |                              |                            |  |
| 11 | Capítol Tres   | Harriet Warner               | Jim Loach           | 28 de gener de 2007          | 28 d'octubre de 2010       |  |
| Una difamació a internet pot canviar la teva vida, que li preguntin a l'Izzie el mal que pot provocar. A més en Jack s'enamora de la Davina Shackleton, pero en Brett Aspinall serà un dur competidor pel seu cor. |                |                              |                     |                              |                            |  |
| |                |                              |                     |                              |                            |  |
| 12 | Capítol Quatre | Ann McManus Maureen Chadwick | Jim Loach           | 4 de febrer de 2007          | 29 d'octubre de 2010       |  |
| Com una bufetada a la cara... i amb la mà oberta. Així és sentirà en Brett després d'escoltar alguna veritat que necesitava sentir. Un altre que no entendrà res serà l'Steph, per cert. |                |                              |                     |                              |                            |  |
| |                |                              |                     |                              |                            |  |
| 13 | Capítol Cinc   | Harriet Warner               | Farren Blackburn    | 11 de febrer de 2007         | 4 de novembre de 2010      |  |
| L'escola està en alerta després que una alumna ha estat atacada per un desequilibrat. A més en Tom sembla que té una noia al darrere... llàstima de l'edat. |                |                              |                     |                              |                            |  |
| |                |                              |                     |                              |                            |  |
| 14 | Capítol Sis    | Phil Ford                    | Farren Blackburn    | 18 de febrer de 2007         | 11 de novembre de 2010     |  |
| La carrera i la relació d'en Tom penja d'un fil, mentre que la Kim i n'Andrew treballen junts de mala gana per trobar la veritat darrere de les denúncies de l'Stacey. |                |                              |                     |                              |                            |  |
| |                |                              |                     |                              |                            |  |
| 15 | Capítol Set    | Ann McManus Maureen Chadwick | Mike Cocker         | 25 de febrer de 2007         | 18 de novembre de 2010     |  |
| Arriba al Waterloo un nou professor de pràctiques, el Russell Millen. El seu passat a la policia pot semblar un perfil adient per controlar el desgavell a l'institut. En Jack dona a la Davina l'oportunitat de demostrar el que val i l'Steph, en canvi, busca una casa nova per a la Maxine.                                                                                                 |                |                              |                     |                              |                            |  |
| |                |                              |                     |                              |                            |  |
| 16 | Capítol Vuit   | Harriet Warner               | Mike Cocker         | 29 de març de 2007           | 25 de novembre de 2010     |  |
| Alguns estudiants visiten una fàbrica de confecció per prendre contacte amb el mercat laboral. L'experiència acabarà com el rosari de l'aurora. A banda, el Tom i l'Izzie segueixen en crisi. La Lorna torna a entrar en escena. En Jack veurà com la Davinia li explica realment el que sent.                                                                                                  |                |                              |                     |                              |                            |  |
| |                |                              |                     |                              |                            |  |
| 17 | Capítol Nou    | Ann McManus Maureen Chadwick | David Innes Edwards | 5 d'abril de 2007            | 2 de desembre de 2010      |  |
| La Lorna i en Jack no paren de trobar pedres al camí. A ella li arriben al cor, mentre que a en Jack els problemes se li acumulen amb les entrevistes finals... En Tom i l'Izzie el seguiran de ben a prop. |                |                              |                     |                              |                            |  |
| |                |                              |                     |                              |                            |  |
| 18 | Capítol Deu    | Harriet Warner               | David Innes Edwards | 12 d'abril de 2007           | 9 de desembre de 2010      |  |
| La Lorna, l'Izzie i el Tom passen un cap de setmana sols a la muntanya en una mansió d'insomni. Mentre, l'Steph prova de corregir a en Jack sobre el seu comportament amb la Davina... però els esforços seran totalment contraproduents. |                |                              |                     |                              |                            |  |
| |                |                              |                     |                              |                            |  |
| 19 | Capítol Onze   | Harriet Warner               | Lance Kneeshaw      | 15 d'abril de 2007           | 16 de desembre de 2010     |  |
| Els professors no veuen bé que el projecte de la nova escola acabi en mans d'un propietaris de fortes conviccions religioses. A més a més, la iniciativa de l'escola d'aconseguir que els seus alumnes segueixin una alimentació saludable se'n va en orris quan uns acaben venent hamburgueses. Però els esdeveniments agafen un gir sinistre quan un alumne es desploma i acaba a l'hospital. |                |                              |                     |                              |                            |  |
| |                |                              |                     |                              |                            |  |
| 20 | Capítol Dotze  | Phil Ford                    | Lance Kneeshaw      | 22 d'abril de 2007           | 23 de desembre de 2010     |  |
| En Jack i l'Izzie seran els protagonistes del capítol final de la segona temporada de "Waterloo Road". Els episodis amb els quals acaben les temporades sempre resolen molts dubtes... i n'obren d'altres. |                |                              |                     |                              |                            |  |
| |                |                              |                     |                              |                            |  |

### Tercera temporada
| # | #               | Guionistes                              | Directors         | Data d'estrena al Regne Unit | Data d'estrena a Catalunya |  |
| 21 | Capítol U       | Harriet Warner                          | Marc Jobst        | 7 d'octubre de 2007          | 13 de gener de 2011        |  |
| La tercera temporada de "Waterloo Road" ha començat tal com havia acabat, amb episodis que posen els pels de punta i ens ensenyen que la vida dels adolescents no és tan fàcil com sempre... i encara menys la dels seus professors! |                 |                                         |                   |                              |                            |  |
| |                 |                                         |                   |                              |                            |  |
| 22 | Capítol Dos     | Lisa Holdsworth                         | Marc Jobst        | 14 d'octubre de 2007         | 20 de gener de 2011        |  |
| |                 |                                         |                   |                              |                            |  |
| |                 |                                         |                   |                              |                            |  |
| 23 | Capítol Tres    | David McManus Annie Bruce James Simpson | Dermot Boyd       | 21 d'octubre de 2007         | 27 de gener de 2011        |  |
| El futbol és un esport d'homes? Què? Com? Ah, que algú encara es creu aquests tòpics suats i dignes d'una altra època. Avui a "Waterloo Road" és temps de futbol, de futbol femení. En Tom serà el preparador ideal de l'equip. |                 |                                         |                   |                              |                            |  |
| |                 |                                         |                   |                              |                            |  |
| 24 | Capítol Quatre  | Matthew Evans                           | Dermot Boyd       | 28 d'octubre de 2007         | 3 de febrer de 2011        |  |
| En Ben McNulty és el noi del dia. La seva prescència i personalitat provoca inquietud en tothom, sobretot en el Matt Wilding, que sortirà malparat després d'intentar ajudar-lo. Que hi ha darrere d'aquest personatge? El que és segur és que amaga moltes coses. |                 |                                         |                   |                              |                            |  |
| |                 |                                         |                   |                              |                            |  |
| 25 | Capítol Cinc    | Fleur Costello                          | Luke Watson       | 4 de novembre de 2007        | 10 de febrer de 2011       |  |
| Quina ràbia fa aquell tòpic que diu que "l'amor sempre triomfa"! Doncs sentim fer-vos baixar a la realitat: a vegades s'estampa contra la paret i quedes com un perdedor. Això és el que veurem en aquest capítol de "Waterloo Road", que proclama el dia oficial dels cors trencats. |                 |                                         |                   |                              |                            |  |
| |                 |                                         |                   |                              |                            |  |
| 26 | Capítol Sis     | David McManus                           | Luke Watson       | 11 de novembre de 2007       | 17 de febrer de 2011       |  |
| En Jack s'ha adonat que el millor que pot fer és deixar de pensar en les coses del passat i s'enfronta al major repte de la seva carrera. Mentrestant, en Tom s'esforça per mantenir junta la seva nova família. |                 |                                         |                   |                              |                            |  |
| |                 |                                         |                   |                              |                            |  |
| 27 | Capítol Set     | David McManus                           | Martin Hutchings  | 18 de novembre de 2007       | 24 de febrer de 2011       |  |
| El Waterloo Road encara s'està recuperant després de tot el que va passar amb en Jack. Tothom està en estat de xoc, menys l'Eddie, que sembla destinat a convertir-se en el nou cap interí. Tornarà a recuperar la calma l'institut després de tot el que va passar? |                 |                                         |                   |                              |                            |  |
| |                 |                                         |                   |                              |                            |  |
| 28 | Capítol Vuit    | Lisa Holdsworth                         | Marc Jobst        | 25 de novembre de 2007       | 2 de març de 2011          |  |
| A vegades voler demostrar alguna cosa que per tu és 100% segura et pot portar problemes. Un bon exemple el tindrà l'Eddie en aquest capítol, que per provar la seva veritat davant la Rachel es trobarà davant d'una decisió de vida o mort. |                 |                                         |                   |                              |                            |  |
| |                 |                                         |                   |                              |                            |  |
| 29 | Capítol Nou     | Ann McManus Sharon Oakes                | Laurence Moody    | 2 de desembre de 2007        | 9 de març de 2011          |  |
| S'inicia una investigació policial al Waterloo Road després del descobriment que la Janeece Bryant i en Bentham Karla fan durant una excavació arqueològica. |                 |                                         |                   |                              |                            |  |
| |                 |                                         |                   |                              |                            |  |
| 30 | Capítol Deu     | Liz Lake                                | Laurence Moody    | 13 de desembre de 2007       | 16 de març de 2011         |  |
| Quant surts al carrer i notes el fred i la pluja d'aquest mes de març només esperes que canviï l'estació i torni el bon temps. Per a la primavera no falta gaire i això ens fa feliços i ens ho ensenyen a "Waterloo Road" on en aquest episodi es canvia d'estació i va arribant el bon temps. |                 |                                         |                   |                              |                            |  |
| |                 |                                         |                   |                              |                            |  |
| 31 | Capítol Onze    | Lisa Holdsworth                         | Jenny Ash         | 10 de gener de 2008          | 23 de març de 2011         |  |
| Endur-se a uns quants nois a veure una presó és una bona idea per tal que aquests s'allunyin d'una possible vida delictiva? No ho sabem, però sembla que per a la Rachel i en Matt mai anirà malament una excursió a "xirona". Mentrestant, a l'institut de Waterloo Road fan exàmens d'accés... |                 |                                         |                   |                              |                            |  |
| |                 |                                         |                   |                              |                            |  |
| 32 | Capítol Dotze   | Danny McCahon                           | Jenny Ash         | 17 de gener de 2008          | 30 de març de 2011         |  |
| En Darren Briggs demanarà una cita a la Davinia, un sopar. Això com agraïment per l'ajuda que la noia ha donat al seu fill dislèxic, en Darren Jr. Ella es mostrarà afalagada però decidirà declinar la invitació... per desgràcia, en Darren Briggs no acceptarà un "no" per resposta. |                 |                                         |                   |                              |                            |  |
| |                 |                                         |                   |                              |                            |  |
| 33 | Capítol Tretze  | Nick Hoare                              | Mike Adams        | 24 de gener de 2008          | 6 d'abril de 2011          |  |
| La Rachel està preocupada per la construcció del nou edifici del centre sota les pressions que rep de l'Stuart Hordley. L'atracció entre la Davinia i en Tom segueix augmentant i no trigarà a donar lloc a una nova situació entre els dos. Mentrestant, els alumnes viuen les seves primeres experiències laborals com a part d'un projecte de l'institut.                                                           |                 |                                         |                   |                              |                            |  |
| |                 |                                         |                   |                              |                            |  |
| 34 | Capítol Catorze | Doug Watson                             | Mike Adams        | 31 de gener de 2008          | 13 d'abril de 2011         |  |
| La Jasmine intervindrà a favor d'un jove alumne que està patint una agressió per part de la Michaela, però això li suposarà més problemes dels que havia previst. La Rachel, que segueix molt nerviosa, rebrà les disculpes de l'Stuart pel xantatge que li ha estat fent. Mentrestant, l'idil·li entre en Brett i la Mika segueix ressorgint.                                                                         |                 |                                         |                   |                              |                            |  |
| |                 |                                         |                   |                              |                            |  |
| 35 | Capítol Quinze  | Michael Jenner                          | Julie Edwards     | 7 de febrer de 2008          | 27 d'abril de 2011         |  |
| En Matt entra en una mena d'estat de pànic quan la seva mare li diu que acaba d'arribar a Rochdale Station. I què és el primer que li passa pel cap? Doncs fer desaparèixer del seu pis qualsevol rastre d'en Colin. Però això no ha fet més que començar i sempre que les coses poden anar a pitjor, inevitablement hi van.                                                                                           |                 |                                         |                   |                              |                            |  |
| |                 |                                         |                   |                              |                            |  |
| 36 | Capítol Setze   | David McManus                           | Julie Edwards     | 14 de febrer de 2008         | 4 de maig de 2011          |  |
| L'Eddie coneix el passat més fosc de la Rachel i no dubta a fer-li saber. Per la seva banda, en Grantly es mostra més rondinaire que de costum vigilant els nois problemàtics de l'institut per organitzar l'esmorzar amb els governadors. Mentre, el professor Wilson Bingham planeja una petita aventura amb la Janeece, que està totalmente enlluernada per ell.                                                    |                 |                                         |                   |                              |                            |  |
| |                 |                                         |                   |                              |                            |  |
| 37 | Capítol Disset  | Gert Thomas                             | Laurence Moody    | 21 de febrer de 2008         | 11 de maig de 2011         |  |
| La Mika, frustrada perquè en Tom no li permet assistir a una manifestació a favor del medi ambient a Londres, decideix fer reivindicacions a altres nivells amb en Brett -una iniciativa arriscada a la zona de construcció del nou centre. |                 |                                         |                   |                              |                            |  |
| |                 |                                         |                   |                              |                            |  |
| 38 | Capítol Divuit  | Fleur Costello                          | Laurence Moody    | 28 de febrer de 2008         | 18 de maig de 2011         |  |
| Quan els funcionaris d'immigració arriben al Waterloo Road, la Rachel s'assabenta que la família de la Sameen Azizi està detinguda i que serà deportada aquell mateix dia. La Sameen, l'Aleesha i la Danielle decidiran tancar-se als vestidors i lluitar fins al final. |                 |                                         |                   |                              |                            |  |
| |                 |                                         |                   |                              |                            |  |
| 39 | Capítol Dinou   | Danny McCahon                           | Richard Standeven | 6 de març de 2008            | 25 de maig de 2011         |  |
| En Donte veu la Davina entrar en un cotxe elegant i se sorprèn quan veu que el conductor és el senyor Rimmer, l'antic director. En Jack s'alegra de poder veure la Davina i li explica que té un nou lloc de feina a Dubai... estarà disposada ella a acompanyar-lo? |                 |                                         |                   |                              |                            |  |
| |                 |                                         |                   |                              |                            |  |
| 40 | Capítol Vint    | Lisa Holdsworth                         | Richard Standeven | 13 de març de 2008           | 1 de juny de 2011          |  |
| Avui és l'últim dia del curs i el Waterloo Road s'enfrontarà a un concurs d'ortografia i a un partit de futbol contra al prestigiós institut de Forest Mount. Però el que havia de ser un dia ple d'emocions tindrà un final inesperat després que l'Stuart Hordley, que ha vist com la seva empresa constructora se n'ha anat a la ruïna, acabi calant foc a l'institut, amb unes conseqüències d'allò més tràgiques. |                 |                                         |                   |                              |                            |  |
| |                 |                                         |                   |                              |                            |  |

### Quarta temporada
| # | #               | Guionistes                    | Directors            | Data d'estrena al Regne Unit | Data d'estrena a Catalunya                |  |
| 41 | Capítol U       | Lisa Holdsworth               | Minkie Spiro         | 7 de gener de 2009           | 20 de febrer de 2012 21 de febrer de 2012 |  |
| Després de l'incendi que gairebé va destrossar el Waterloo Road, la Rachel, amb cicatrius a la cara i seqüeles psicològiques, està disposada a començar un nou curs amb moltes iniciatives per fer que l'institut estigui obert a tothom. Però el primer dia està a punt de convertir-se en un malson quan l'Earl Kelly, un nou alumne amb una família molt conflictiva, es presenta al centre amb una arma. La Melissa, la nova cap de serveis comunitaris i professora de les classes d'adults, podria posar en perill el càrrec de la seva germana, la Rachel. D'entrada, totes dues s'estimen més no parlar amb ningú de la seva relació familiar, però el fill de la Melissa, en Philip, es comença a veure assetjat per en Paul i en Bolton. D'altra banda, sembla que entre l'Eddie i la Melissa hi podria haver alguna cosa. |                 |                               |                      |                              |                                           |  |
| |                 |                               |                      |                              |                                           |  |
| 42 | Capítol Dos     | David McManus                 | Minkie Spiro         | 14 de gener de 2009          | 22 de febrer de 2012                      |  |
| En Tom continua tenint problemes amb la família Kelly, que avui ha organitzat una festa a casa seva amb altres alumnes de l'institut, fins i tot de la classe d'adults. En Philip, que també hi és, té molts números d'acabar malament, i la Maxine, d'embolicar-se amb l'Earl. La Steph, que no sap com treure's en Dave del damunt, ha acabat dient-li que surt amb en Grantly, encara que no sigui veritat. En realitat, en Grantly li havia confessat a la Steph que té problemes amb a la seva dona, la Fleur. |                 |                               |                      |                              |                                           |  |
| |                 |                               |                      |                              |                                           |  |
| 43 | Capítol Tres    | David McManus                 | James Erskine        | 21 de gener de 2009          | 23 de febrer de 2012                      |  |
| Després que una professora substituta de l'ètnia maori l'acusi de racista, la reputació de la Davina al Waterloo Road comença a estar en perill. En Tom, que continua tenint molts problemes amb la família Kelly, es qüestiona el seu futur a l'institut. La Rachel es quedarà trasbalsada en saber la relació que hi ha entre l'Eddie i la seva germana, la Melissa. |                 |                               |                      |                              |                                           |  |
| |                 |                               |                      |                              |                                           |  |
| 44 | Capítol Quatre  | Phillip Dodds                 | James Erskine        | 28 de gener de 2009          | 27 de febrer de 2012                      |  |
| La relació entre en Tom i els Kelly cada cop és més complicada. En Tom s'ha trobat ocells morts a la porta de casa seva i sospita que podria ser cosa de l'Earl. La Rachel, per la seva banda, continua convençuda que el Waterloo Road pot ajudar a redreçar la família Kelly i intentarà ajudar la Rose a deixar la beguda i a buscar feina. La Fleur i en Grantly tornen a estar junts i l'Eddie i la Melissa cada cop estan més units. |                 |                               |                      |                              |                                           |  |
| |                 |                               |                      |                              |                                           |  |
| 45 | Capítol Cinc    | Ann McManus Avril Russell     | Dominic Keavey       | 4 de febrer de 2009          | 28 de febrer de 2012                      |  |
| La Melissa ha organitzat una jornada de prevenció contra les drogues amb tests voluntaris, però en Ralph Mellor, policia i pare de la Flick, intentarà aprofitar-ho per expulsar en Marley Kelly de l'escola i, d'aquesta manera, allunyar-lo de la seva filla. Això farà que es vegi obligat a dimitir del consell escolar i l'odi cap a la família Kelly el portarà a emprendre accions amb conseqüències devastadores. |                 |                               |                      |                              |                                           |  |
| |                 |                               |                      |                              |                                           |  |
| 46 | Capítol Sis     | Louise Ironside               | Dominic Keavey       | 11 de febrer de 2009         | 29 de febrer de 2012                      |  |
| En Matt, que s'ha ofert per acollir la Sambuca Kelly a casa seva, està a punt de viure una experiència difícil de pair. Aviat apareixerà el pare de la Sam, un home molt especial que té com a objectiu recuperar la Rose. D'altra banda, en Donte, que ara es vol dedicar a organitzar combats il·legals de boxa, ho té tot a punt per enfrontar el Waterloo Road contra un altre institut. Tot d'amagat dels professors, esclar. |                 |                               |                      |                              |                                           |  |
| |                 |                               |                      |                              |                                           |  |
| 47 | Capítol Set     | Karen McLachlan Phillip Dodds | Matthew Evans        | 18 de febrer de 2009         | 1 de març de 2012                         |  |
| La Rachel s'ha quedat trasbalsada en saber que l'Eddie i la seva germana, la Melissa, han decidit casar-se, però en Philip guarda un secret que podria posar en perill el futur de tothom. L'Eddie també tindrà problemes amb el pare de la Danielle, decidit a endur-se la seva filla de l'institut per educar-la a casa. La Jasmine té intencions de seduir en Rob, i la Maxine i l'Earl cada cop estan més units. D'altra banda, la Chlo i en Donte rebran una notícia que els canviarà la vida. |                 |                               |                      |                              |                                           |  |
| |                 |                               |                      |                              |                                           |  |
| 48 | Capítol Vuit    | Nick Hoare                    | Matthew Evans        | 25 de febrer de 2009         | 5 de març de 2012                         |  |
| La inspecció d'avui farà que sigui un dia complicat al Waterloo Road, tant per al professorat com per als alumnes. En Philip posarà en perill el futur de la Melissa i l'Eddie, amb més secrets del passat de la seva mare. D'altra banda, l'arribada d'una noia que busca l'Earl fa que la Maxine s'adoni que, en realitat, en sap molt poques coses, d'ell, i provoca una sèrie d'esdeveniments que acabaran en tragèdia per a l'Earl, la Maxine i l'Steph. |                 |                               |                      |                              |                                           |  |
| |                 |                               |                      |                              |                                           |  |
| 49 | Capítol Nou     | Michael Jenner                | Jonathan Fox Bassett | 4 de març de 2009            | 6 de març de 2012                         |  |
| El Waterloo Road ha quedat trasbalsat per l'assassinat de la Maxine Barlow. La Rachel se'n sent responsable i té intenció de dimitir avui mateix, però en saber que l'arma que es va trobar a l'insitut era de l'Earl, s'hi podria repensar. En Donte prepara una sorpresa molt romàntica per a la Chlo, i l'Eddie també té intenció de sorprendre la Melissa amb un casament en una illa paradisíaca. |                 |                               |                      |                              |                                           |  |
| |                 |                               |                      |                              |                                           |  |
| 50 | Capítol Deu     | David McManus                 | Jonathan Fox Bassett | 11 de març de 2009           | 7 de març de 2012                         |  |
| Avui és el dia del combat de boxa d'en Bolton, i en Rob li ha donat unes pastilles que li podrien portar molts problemes, i que fins i tot podrien posar en perill la relació entre en Rob i la Jasmine. D'altra banda, la família Kelly s'ha quedat sense casa i en Marley es veurà obligat a acceptar diners d'en Ralph a canvi de deixar de veure's amb la Flick. A més, l'Eddie, de camí cap a l'aeroport, descobrirà un secret de la Melissa i un altre de la Rachel. |                 |                               |                      |                              |                                           |  |
| |                 |                               |                      |                              |                                           |  |
| 51 | Capítol Onze    | Lisa Holdsworth               | Tim Hopewell         | 18 de març de 2009           | 8 de març de 2012                         |  |
| La Kim, que ha tornat de Ruanda amb un fill i sense l'Andrew, ha començat a aixecar tota mena de sospites. El primer dia com a psicopedagoga serà complicat, sobretot després de la visita a l'institut de la Sarah-Leanne, una model famosa i molt descarada que deixarà bocabadat tot l'alumnat. La tornada de la Kim també farà que la Chlo, que està embarassada, es replantegi el seu futur com a mare. |                 |                               |                      |                              |                                           |  |
| |                 |                               |                      |                              |                                           |  |
| 52 | Capítol Dotze   | Nazrin Choudhry               | Tim Hopewell         | 25 de març de 2009           | 12 de març de 2012                        |  |
| Un oncle de la Grace, que acaba d'arribar de Ruanda, s'ha presentat a l'institut per fer xantatge a la Kim. Ella intentarà que la seva vida personal no l'afecti a la feina, però tot plegat li acabarà passant factura i no s'adonarà que li estan fent "bullying" a la Karla, tot un prodigi dibuixant. D'altra banda, ara que no hi ha la Melissa, l'Eddie i la Rachel es podrien donar una oportunitat. |                 |                               |                      |                              |                                           |  |
| |                 |                               |                      |                              |                                           |  |
| 53 | Capítol Tretze  | Marc Pye                      | Jon Sen              | 1 d'abril de 2009            | 13 de març de 2012                        |  |
| L'Eddie, que està de director substitut, es veurà obligat a acceptar vuit alumnes nous d'un campament de gitanos que s'ha instal·lat en uns terrenys del Waterloo Road. D'altra banda, avui la Janeece torna a l'institut després de l'operació de pits. La Kim es veurà obligada a posar-se més dura amb la normativa dels uniformes i en Tom haurà d'ajudar la Rose Kelly després del seu fracàs com a mare. |                 |                               |                      |                              |                                           |  |
| |                 |                               |                      |                              |                                           |  |
| 54 | Capítol Catorze | Phillip Dodds                 | Jon Sen              | 8 d'abril de 2009            | 14 de març de 2012                        |  |
| La iniciativa de la Kim de fer classes d'educació sexual amb els alumes d'onzè acabarà portant més cua de la que s'esperava tothom. En Philip acabarà confessant que és verge davant de tothom i es convertirà en la riota de tots els seus companys. La Flick, en saber que en Marley va acceptar diners del seu pare perquè deixés de sortir amb ella, decideix engegar tothom i buscar consol amb una persona del tot inesperada. |                 |                               |                      |                              |                                           |  |
| |                 |                               |                      |                              |                                           |  |
| 55 | Capítol Quinze  | David McManus                 | James Erskine        | 15 d'abril de 2009           | 15 de març de 2012                        |  |
| En Tom, decidit a tornar a posar en marxa l'equip de futbol de noies, ha convençut un amic seu, el capità Andy Rigby, perquè vagi a l'institut amb els seus soldats a ensenyar-los com treballar en equip. El problema és que algú aprofitarà l'ocasió per cometre un acte de venjança. La Davine, d'altra banda, descobrirà que en Tom l'ha estat enganyant pel que fa a la seva relació amb la Rose. A més, la Kim intentarà amagar el seu secret als del Ministeri d'Interior. |                 |                               |                      |                              |                                           |  |
| |                 |                               |                      |                              |                                           |  |
| 56 | Capítol Setze   | Nick Hoare                    | James Erskine        | 22 d'abril de 2009           | 19 de març de 2012                        |  |
| La Jem Allen, la nova professora substituta del Waterloo Road, que cada cop és més popular, porta un nivell de vida que sorprèn tothom, sobretot en Grantly, que en comença a estar fins al capdamunt. Avui es veuran obligats a fer una sortida junts que els posarà en una situació molt perillosa. En plena època d'exàmens, la Chlo es veurà forçada a prendre una decisió que deixarà en Donte destrossat. La Janeece també prendrà mesures dràstiques per deixar de cridar l'atenció. |                 |                               |                      |                              |                                           |  |
| |                 |                               |                      |                              |                                           |  |
| 57 | Capítol Disset  | Louise Ironside               | Julie Edwards        | 29 d'abril de 2009           | 20 de març de 2012                        |  |
| Després de perdre l'autoritat a classe, ha quedat clar que la tornada de l'Steph al Waterloo Road serà, si més no, problemàtica. La situació encara es complica més quan la Rachel posa en dubte les capacitats de la Steph com a professora. D'altra banda, en Donte encara intenta pair la decisió que ha pres la Chlo d'entregar el seu fill en adopció per poder continuar amb els estudis. |                 |                               |                      |                              |                                           |  |
| |                 |                               |                      |                              |                                           |  |
| 58 | Capítol Divuit  | Michael Jenner                | Julie Edwards        | 6 de maig de 2009            | 21 de març de 2012                        |  |
| Les posicions de la Chlo i d'en Donte cada cop s'allunyen més pel que fa al futur del seu fill. Els problemes s'agreujaran quan la Chlo es posi de part i en Donte s'adoni que les podria perdre, a ella i a la criatura. Avui per fi se sabrà el secret de la Kim, quan els del Ministeri de l'Interior es presentin a l'escola per reclamar-li que els entregui la Grace, la seva filla. |                 |                               |                      |                              |                                           |  |
| |                 |                               |                      |                              |                                           |  |
| 59 | Capítol Dinou   | David McManus                 | Keith Boak           | 13 de maig de 2009           | 22 de març de 2012                        |  |
| En Marley decideix tornar els diners del suborn a en Ralph per recuperar la Flick, però les conseqüències són tràgiques. La Kim, que encara està sota sospita del Ministeri de l'Interior i molt afectada per haver perdut la Grace, farà el possible per mantenir la calma durant l'acte benèfic a favor de Ruanda. L'arribada inesperada de l'Andrew no és clar si és per donar-li suport o per acabar-la d'enfonsar. D'altra banda, l'aparició d'una malaltia sobtada a l'institut posarà la Candice i la Rose en el punt de mira. |                 |                               |                      |                              |                                           |  |
| |                 |                               |                      |                              |                                           |  |
| 60 | Capítol Vint    | Lisa Holdsworth               | Keith Boak           | 20 de maig de 2009           | 26 de març de 2012                        |  |
| El Waterloo Road és el primer any que participa al concurs de cors de la zona nord-est i, gràcies a en Marley i a la Flick, ha aconseguit fer-se un lloc a la final. Per desgràcia, un petit error de la Flick ho podria posar tot en perill. D'altra banda, la sorprenent aparició de la Melissa l'últim dia de curs també farà trontollar la relació entre l'Eddie i la Rachel. En Ralph també es presentarà a l'institut amb ganes de venjança, i en Donte té una sorpresa preparada per a la Chlo. |                 |                               |                      |                              |                                           |  |
| |                 |                               |                      |                              |                                           |  |

### Cinquena temporada
| #  | #               | Guionistes       | Directors            | Data d'estrena al Regne Unit | Data d'estrena a Catalunya |
| 61 | Capítol U       | Ann McManus      | Matthew Evans        | 25 d'octubre de 2009         | ?                          |
| 62 | Capítol Dos     | Maureen Chadwick | Matthew Evans        | 4 de novembre de 2009        | ?                          |
| 63 | Capítol Tres    | Nick Hoare       | Tim Hopewell         | 11 de novembre de 2009       | ?                          |
| 64 | Capítol Quatre  | David McManus    | Tim Hopewell         | 18 de novembre de 2009       | ?                          |
| 65 | Capítol Cinc    | Phillip Dodds    | Fraser MacDonald     | 25 de novembre de 2009       | 3 de febrer de 2014        |
| 66 | Capítol Sis     | Louise Ironside  | Fraser MacDonald     | 2 de desembre de 2009        | 4 de febrer de 2014        |
| 67 | Capítol Set     | Liz Lake         | Jill Robertson       | 9 de desembre de 2009        | 5 de febrer de 2014        |
| 68 | Capítol Vuit    | Katie Douglas    | Jill Robertson       | 16 de desembre de 2009       | 6 de febrer de 2014        |
| 69 | Capítol Nou     | Linton Chiswick  | Jonathan Fox Bassett | 23 de desembre de 2009       | 7 de febrer de 2014        |
| 70 | Capítol Deu     | Paul Logue       | Jonathan Fox Bassett | 30 de desembre de 2009       | 10 de febrer de 2014       |
| 71 | Capítol Onze    | Maureen Chadwick | Matthew Evans        | 7 d'abril de 2010            | 11 de febrer de 2014       |
| 72 | Capítol Dotze   | David McManus    | Matthew Evans        | 14 d'abril de 2010           | 12 de febrer de 2014       |
| 73 | Capítol Tretze  | Sascha Hails     | Tim Hopewell         | 21 d'abril de 2010           | 13 de febrer de 2014       |
| 74 | Capítol Catorze | Lisa Holdsworth  | Tim Hopewell         | 28 d'abril de 2010           | 14 de febrer de 2014       |
| 75 | Capítol Quinze  | Phillip Dodds    | Joss Agnew           | 5 de maig de 2010            | ?                          |
| 76 | Capítol Setze   | Emma Taylor      | Joss Agnew           | 26 de maig de 2010           | ?                          |
| 77 | Capítol Disset  | Katie Douglas    | Jon Sen              | 2 de juny de 2010            | ?                          |
| 78 | Capítol Divuit  | Liz Lake         | Jon Sen              | 9 de juny de 2010            | ?                          |
| 79 | Capítol Dinou   | Alison Greenaway | Matthew Evans        | 15 de juliol de 2010         | ?                          |
| 80 | Capítol Vint    | Nick Hoare       | Matthew Evans        | 15 de juliol de 2010         | ?                          |

### Sisena temporada
| #   | #               | Guionistes                           | Directors        | Data d'estrena al Regne Unit | Data d'estrena a Catalunya |
| 81  | Capítol U       | Lisa Holdsworth                      | Fraser MacDonald | 1 de setembre de 2010        | ?                          |
| 82  | Capítol Dos     | Louise Ironside                      | Fraser MacDonald | 2 de setembre de 2010        | ?                          |
| 83  | Capítol Tres    | Liz Lake                             | Roger Goldby     | 8 de setembre de 2010        | ?                          |
| 84  | Capítol Quatre  | Philip Dodds                         | Roger Goldby     | 15 de setembre de 2010       | ?                          |
| 85  | Capítol Cinc    | Katie Douglas                        | Julie Edwards    | 22 de setembre de 2010       | ?                          |
| 86  | Capítol Sis     | Paul Louge                           | Julie Edwards    | 29 de setembre de 2010       | ?                          |
| 87  | Capítol Set     | Ellen Taylor                         | Joss Agnew       | 6 d'octubre de 2010          | ?                          |
| 88  | Capítol Vuit    | Ryan Craig                           | Joss Agnew       | 13 d'octubre de 2010         | ?                          |
| 89  | Capítol Nou     | Neil Jones                           | Dermot Boyd      | 20 d'octubre de 2010         | ?                          |
| 90  | Capítol Deu     | Nick Hoare                           | Dermot Boyd      | 27 d'octubre de 2010         | ?                          |
| 91  | Capítol Onze    | Ann McManus & Eileen Gallagher       | Jill Robertson   | 2 de febrer de 2011          | ?                          |
| 92  | Capítol Dotze   | Ann McManus & Eileen Gallagher       | Jill Robertson   | 9 de febrer de 2011          | ?                          |
| 93  | Capítol Tretze  | Carol Ann Docherty & Aileen Docherty | Fraser MacDonald | 16 de febrer de 2011         | ?                          |
| 94  | Capítol Catorze | Paul Louge                           | Fraser MacDonald | 23 de febrer de 2011         | ?                          |
| 95  | Capítol Quinze  | Nick Hoare                           | Robert Knights   | 2 de març de 2011            | ?                          |
| 96  | Capítol Setze   | Ellen Taylor                         | Robert Knights   | 9 de març de 2011            | ?                          |
| 97  | Capítol Disset  | Ryan Craig                           | Jon Sen          | 16 de març de 2011           | ?                          |
| 98  | Capítol Divuit  | Liz Lake                             | Jon Sen          | 23 de març de 2011           | ?                          |
| 99  | Capítol Dinou   | Georgia Pritchett                    | Julie Edwards    | 30 de març de 2011           | ?                          |
| 100 | Capítol Vint    | Philip Dodds                         | Julie Edwards    | 6 d'abril de 2011            | ?                          |

### Setena temporada
Està programada per l'any 2011. Està previst que tingui una durada de 10 capítols.
| #   | #            | Guionistes   | Directors   | Data d'estrena al Regne Unit | Data d'estrena a Catalunya |
| 101 | Capítol U    | Philip Dodds | Andrew Gunn | 4 de maig de 2011            | ?                          |
| 102 | Capítol Dos  | Liz Lake     | Andrew Gunn | 11 de maig de 2011           | ?                          |
| 103 | Capítol Tres |              |             | 18 de maig de 2011           | ?                          |